# 166 v. Chr.
Portal Geschichte | Portal Biografien | Aktuelle Ereignisse | Jahreskalender | Tagesartikel

◄ |
3. Jahrhundert v. Chr. |
2. Jahrhundert v. Chr. |
1. Jahrhundert v. Chr. |
►

◄ | 180er v. Chr. | 170er v. Chr. | 160er v. Chr. | 150er v. Chr. |
140er v. Chr. |
►

◄◄ | ◄ | 169 v. Chr. | 168 v. Chr. | 167 v. Chr. | 166 v. Chr. |
165 v. Chr. |
164 v. Chr. |
163 v. Chr. |
► |
►►
Staatsoberhäupter

## Ereignisse
- Der Aufstand der Makkabäer unter Judas Makkabäus gegen Antiochos IV. und das Seleukidenreich weitet sich aus.

## Gestorben
- Mattatias, jüdischer Priester und Freiheitskämpfer